# Chinezen in Servië
Het aantal Chinezen in Servië wordt geschat op 75.000 tot 100.000. Ze leven vooral in Blok 70 in Novi Beograd, een voorstad van Belgrado. Velen werken in Belgrado Chinatown. Daarnaast kent ook Novi Sad een Chinese gemeenschap.
Er was een gerucht dat Slobodan Milošević aan het eind van de jaren negentig 50.000 Chinezen een Servisch paspoort gaf om hen op hem te laten stemmen bij de verkiezingen. Een meerderheid van het dorp Jincun in Zhejiang zou geëmigreerd zijn naar Belgrado.